# Kim Goetz
Kim F. Goetz (Moscow, 23 agosto 1957 – San Diego, 17 marzo 2008) è stato un cestista statunitense.

## Carriera
Fu selezionato al secondo giro del Draft NBA 1979 come 34ª scelta assoluta dai New York Knicks; tuttavia non giocò mai in NBA. Proseguì la carriera nel campionato svizzero con il Nyon Basket. Terminata la carriera cestistica, intraprese quella di insegnante presso la San Pasqual High School di Escondido.
È morto prematuramente all'età di 50 anni a causa di un arresto cardiaco.